# Abeille Normandie
Die Abeille Normandie ist ein Einsatz-, Hilfs- und Rettungsschlepper, der 2010 von Kleven Verft gebaut wurde. Er ist Teil des französischen Notschleppkonzepts und wird von der Reederei Abeilles International betrieben.

## Geschichte
Das Schiff wurde 2010 für Siem Offshore als hybrides Offshore-Ankerhebe-Schleppschiff (AHTS) gebaut. Es war ein von zehn auf der Kleven Verft für Siem Offshore gebaute Einheiten des von Wärtsilä entworfenen Typs VS 491 CD. Das Schiff kam als Siem Garnet in Fahrt. 2021 wurde es von Abeilles International gekauft. Die Abeille Normandie wurde zum 13. September 2021 zusammen mit dem Schwesterschiff Abeille Méditerranée in die German Naval Yards Kiel (GNYK) für Modernisierungsarbeiten überführt. Nach dem Abschluss von Tests und Überprüfungen übergab GNYK das Schiff am 5. Mai 2021 an den Kunden, die französische Reederei Les Abeilles aus Le Havre. Nach einer feierlichen Übergabezeremonie am Liegeplatz 6 der German Naval Yards in Kiel verließ das Schiff den Kieler Hafen Richtung Frankreich. Die Reederei hatte sich bewusst für den Umbau statt eines Neubaus entschieden. Durch Umrüstung für die neuen Aufgaben wurde nicht nur die Lebensdauer eines vorhandenen Schleppers verlängert, sondern auch ein Beitrag zum schonenden Umgang mit Ressourcen erbracht. Teil der Umrüstung war die Schließung des Achterdecks und der Einbau spezifischer Ausrüstung (Einsatzboote, Brandschutzausrüstung, Kräne usw.)
Das Schiff wurde am 23. Juni 2022 in Le Havre in Anwesenheit von Édouard Philippe (Bürgermeister von Le Havre) von der Seglerin Alexia Barrier getauft. Von seiner Basis in Boulogne-sur-Mer aus schützt es die Küsten der Nordsee und des Ärmelkanals bis nach Fécamp. Die Abeille Normandie wird von der französischen Marine im Rahmen eines Vertrags gechartert, der von den französischen Streitkräften an das Unternehmen Les Abeilles International der ECONOCOM-Gruppe vergeben wurde. Die Charterung betrifft die Abeille Normandie und das Schwesterschiff Abeille Méditerranée für einen Zeitraum von 10 Jahren. Die offizielle Dienstanweisung und Einsatzfähigkeit für den Beginn der Charterperiode beider Schiffe begann schon am 17. Juni 2022. Die Abeille Normandie trat die Nachfolge der Abeille Languedoc an.

## Technik
Das Schiff verfügt über einen hybriden dieselmechanisch-elektrischen Antrieb. Dieser besteht aus zwei Wärtsilä-Dieselmotoren mit jeweils 8000 kW Leistung und zwei Elektromotoren mit jeweils 1600 kW Leistung. Die Antriebsmotoren wirken über Untersetzungsgetriebe auf zwei Verstellpropeller. Sie können das Schiff einzeln oder kombiniert antreiben. Für die Stromerzeugung stehen zwei von den Wärtsilä-Dieselmotoren mit jeweils 3400 kW Leistung angetriebene Wellengeneratoren und zwei von Caterpillar-Dieselmotoren mit jeweils 2100 kW Leistung angetriebene Generatoren zur Verfügung. Weiterhin wurde ein von einem Caterpillar-Dieselmotor mit 425 kW Leistung angetriebener Notgenerator verbaut. Das Schiff ist mit zwei mit jeweils 1000 kW Leistung angetriebenen Bugstrahl- und zwei mit jeweils 880 kW Leistung angetriebenen Heckstrahlrudern ausgestattet. Weiterhin steht im Bugbereich eine 830 kW Leistung angetriebene Propellergondel zur Verfügung.
Der Schlepper wurde 2021/22 aufwendig zu einem der leistungsstärksten Notfallschleppschiffe mit Rettungskapazitäten umgebaut. Das 91 Meter lange und 22 Meter breite Schiff hat eine verstärkte Leistung von 282 Tonnen Zugkraft und 20.800 Kilowatt (28.280 PS).

## Aufgaben
Das Schiff steht der Marine rund um die Uhr zur Verfügung, um in Not geratene Schiffe abzuschleppen oder an Rettungsaktionen teilzunehmen.
Die Rettung und Unterstützung von Migranten ist fast zu einer der Hauptaufgaben der Rettungsdienste, der Cross Gris-Nez und des Schleppers Abeille Normandie geworden. Von den 50 Einsätzen auf See im Jahr 2024 betrafen 48 Migranten.

## Bekannte Einsätze
- Am 5. Oktober 2024 wurden 13 havarierte Migranten vor Le Portel an den Hafen von Boulogne eskortiert. 3 Personen im Alter von etwa 30 Jahren und ein Kleinkind konnten nur noch leblos geborgen werden.[8]
- Am 25. Dezember 2024 nahm die Abeille Normandie im Verbund mit anderen Schiffen vor Dünkirchen 77 Personen aus in Not geratenen Migrantenbooten auf.[9]
- Am 15. Februar 2025 nahm die Abeille Normandie im Verbund mit anderen Schiffen 48 Personen in der Straße von Dover aus in Not geratenen Migrantenbooten auf.[10]
- Am 18. Februar 2025 beteiligte sich die Abeille Normandie in der südwestlichen Nordsee auf Höhe von Gravelines in englischen Gewässern an der Hilfeleistung für die Grande Brasile. An Bord des Frachters war ein Brand ausgebrochen. 28 Besatzungsmitglieder wurden evakuiert.[11]